# Heiligenmühle (Mühlfeld)
Die Heiligenmühle war eine Kornmühle am Mahlbach in der Gemeinde Mühlfeld im Landkreis Rhön-Grabfeld.
Die Heiligenmühle taucht erstmals in Dokumenten auf, die mit der Familie Braungart verbunden sind. Die Familien betrieb dort eine Kornmühle bis in die 1970er Jahre. Heute ist die Immobilie ein Wohngebäude.